# 江古田の森公園
座標: 北緯35度43分56.0秒 東経139度39分53.0秒 / 北緯35.732222度 東経139.664722度

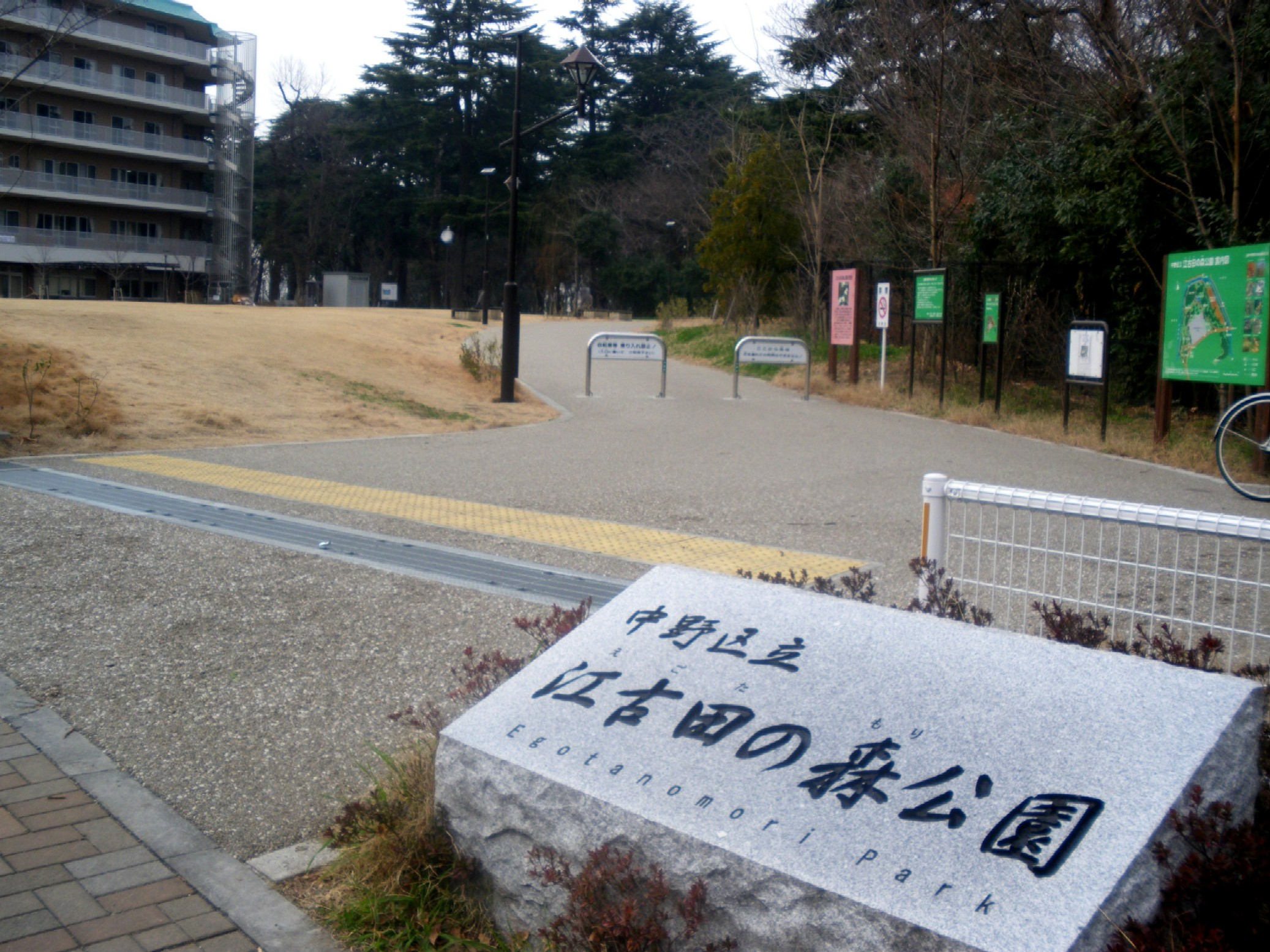
江古田の森公園入口

江古田の森公園（えごたのもりこうえん）は、東京都中野区江古田にある中野区立の防災公園である。国立病院跡地の豊富な既存樹林を生かし、隣接する保健福祉施設と調和する公園と謳われる。面積約6万m2。シンボルはハナミズキ。四季折々の自然を楽しめる公園で、地域住民の憩いの場といわれる。
隣接する保健福祉施設や看護学校などとともに「江古田の森」として一体的に整備され、2007年に開園した。ここを含む江古田の森公園一帯は広域避難場所に指定されている。本項ではこれらについても記述する。

## 概要

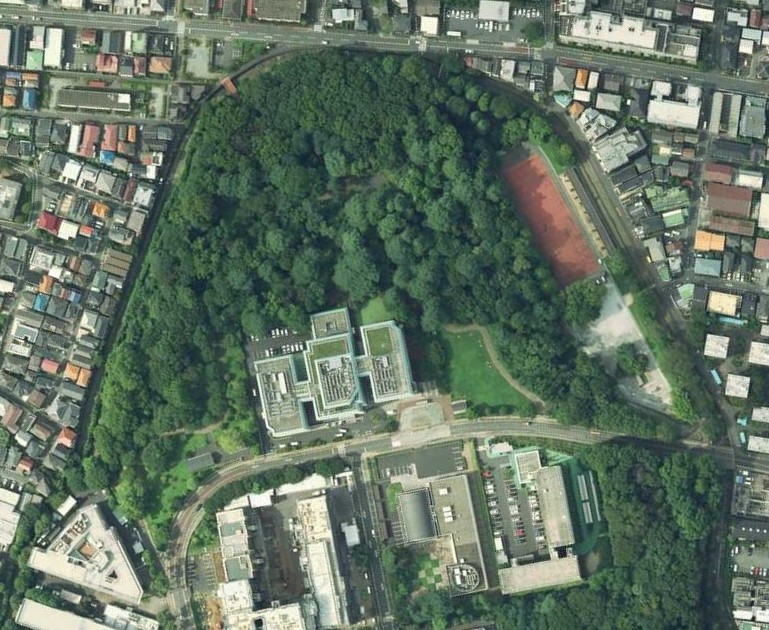
江古田の森公園の空中写真。主に緑の森が公園の敷地。建物は公園外。出典：地図・空中写真閲覧サービス（国土地理院）をもとに加工。

公園の敷地を含む江古田3丁目14番地は、三方を江古田川に囲まれた標高30m前後の舌状台地であり、寺山台地と通称される。古くから縄文土器が大量に採取されることで知られており、東京都遺跡地図では江古田遺跡として登載されている。江古田遺跡からは縄文時代中期の集落跡が発掘されたほか、中世の寺院や居館の遺構などが検出されている（#歴史参照）。
寺山台地は、近世には将軍の鷹狩り場とされ、明治には茶や桑が生産されていた。1919年に東京市療養所が開設され、のち国立療養所中野病院に改称された。主に結核患者の養生施設であった。同病院は1993年に統合・廃止され、その跡地の一部が公園として整備された。またそれ以前に江古田川沿いの一部は北江古田公園として先行して開園していた。2007年に残りの病院跡地の部分も追加で開園し、全体で江古田の森公園という名称になった。ただし、現在も都市計画上の計画名は「北江古田公園」であり、また、先行開園部分は旧北江古田公園と呼ばれており、少し紛らわしい。
主な施設として、多目的広場、樹林広場、木製遊具、砂場、ブランコ、健康遊具、水飲場、トイレ、学習室、ベンチ、芝生広場、ビオトープ池、ハナミズキの丘があり、そのほか、北江古田遺跡、防災資材倉庫、防火水槽、応急給水槽などかある。
公園の面積は60,225m2である。

## 公園施設

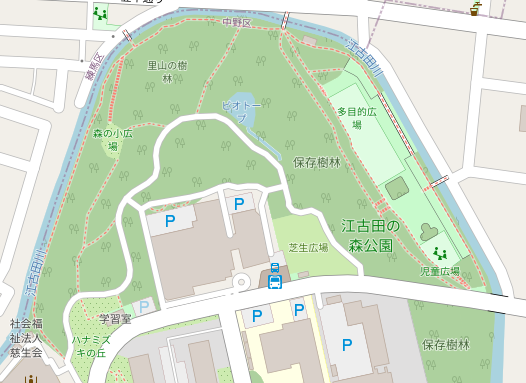
江古田の森公園の地図。出典：オープンストリートマップ。

### ハナミズキの丘
公園の西端にあるハナミズキの丘には、その名のとおりハナミズキ（アメリカヤマボウシ）が植えられている。ハナミズキは江古田の森公園のシンボルである。
ハナミズキの丘には次のような由来がある。1912年（明治45年）、桜に魅せられた米国大統領夫人たちの要望に応えて、東京市長の尾崎行雄が米国に3千本の桜の苗木を贈った。その桜は首都ワシントンのポトマック河畔に植えられ、後に世界有数の桜の名所になる。1915年、米国は返礼として40本のハナミズキの苗木を日本に贈った。その苗木は日比谷公園や野方苗圃で育てられ、街路樹として植栽された。ハナミズキを育てた野方苗圃は1971年に廃止されて北江古田公園になった。これを拡張してできたのが今の江古田の森公園である。中野区は、こうした経緯にちなんで、江古田の森公園を開園するにあたってハナミズキの原木の子孫を都立園芸高校から譲り受け、公園内のハナミズキの丘に植えた。
ハナミズキの丘のあたりは台地の端がせり出した形状になっている。これは、当地にあった国立中野療養所が昭和40年代に新病棟を建設する際に排出した土を廃棄して積み上げた跡である。
ハナミズキの丘にある学習室は、医療活動支援室を兼ねており、災害時に利用できる資材や機材などが保管されている。車椅子対応トイレを併設している。自然観察グループ「森の学級」の観察会は学習室の前に集合する。

### 里山の樹林

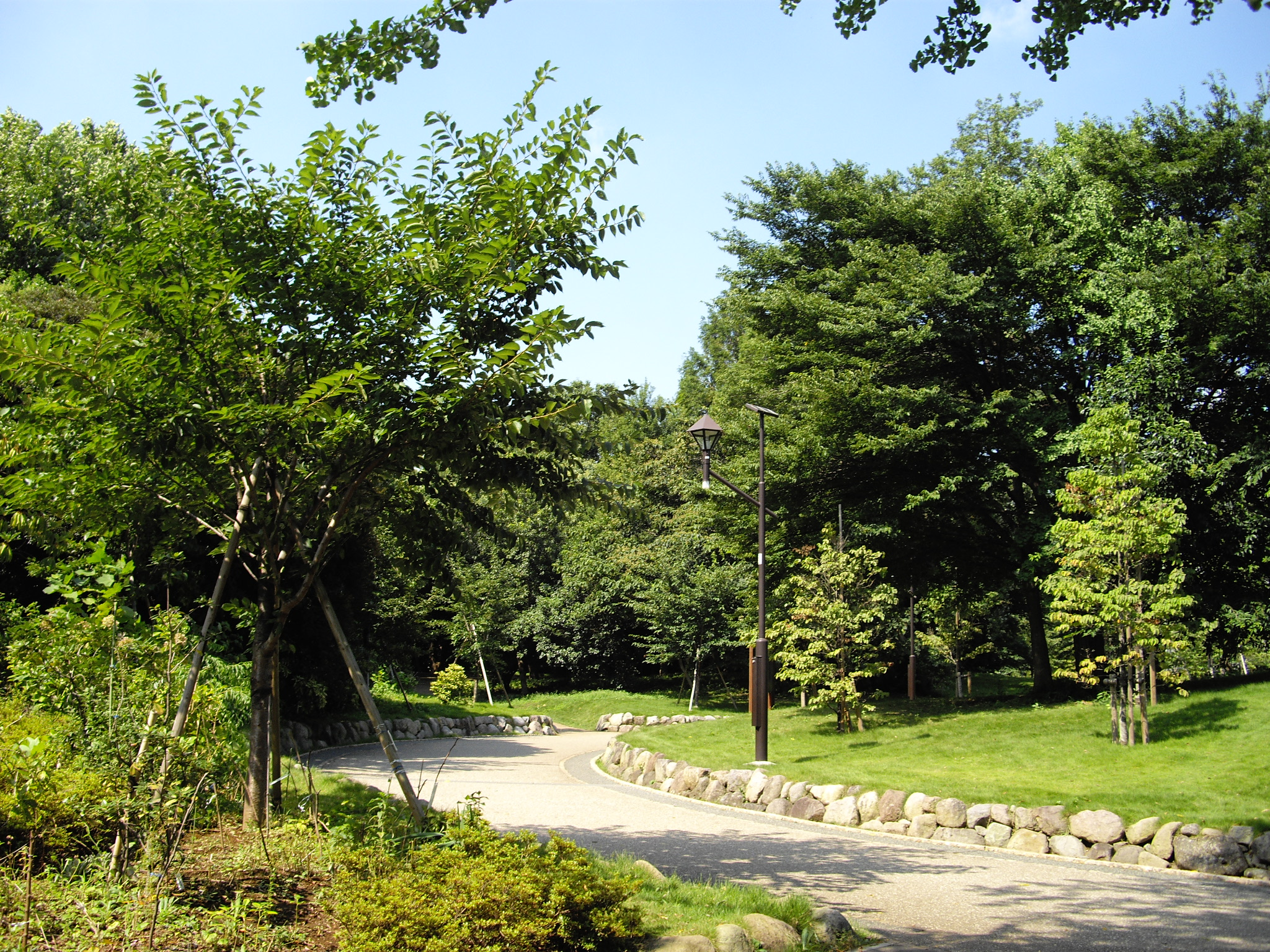
江古田の森公園の風景

公園の北部には里山の樹林がある。森のシンボルであるアオギリが生えている。その樹幹をよく見るとフクロウの顔に見える。樹林近くの川辺にはエゴノキが生えている。エゴノキは江古田の地名の由来になったともいわれる木で、5月頃に白い花を咲かせる。
里山の樹林には防災用井戸が掘られている。飲み水にならないが生活用水として利用できる。
里山の樹林とハナミズキの丘との間には森の入り口広場・森の小広場・草っぱら広場などがある。このあたりに生えるイチョウやシダレヤナギは東京の街路樹の原木ともいわれる。イチョウの葉は東京都のシンボルであり、シダレヤナギは銀座のヤナギ並木で有名である。ユリノキの大木が目につく。外来種なので療養所時代に植えられたと考えられる。ほかに個性ある樹木としてタラヨウやトチノキなどがある。

### ビオトープ
公園の中央部には池があり、その下流の小川とともにビオトープを構成する。2008年から3年間、ビオトープの小川でホタルの自然繁殖と定着を試みたが、結果として繁殖を確認できなかった。
ビオトープは水が時々涸れる。2020年5月にも涸れた。

### 芝生広場
バス停から最も近い場所にある芝生広場には、数々の防災施設が置かれている。かまどベンチは災害時に座板を外して炊き出しかまどとして利用できる。芝生広場のほかにも置かれている。耐震性貯水槽は消火などに用い、水を使い切ったあとは仕切りパネルを組み立てればトイレとして利用できる。応急給水槽は災害時に地下の貯水槽から飲み水を供給する。東京都水道局が施工した。
芝生広場には通常の車椅子対応トイレもあるが、近くには災害用トイレもある。仕切りパネルを組み立てれば仮設トイレとして利用できる。
ヒマラヤスギの大木が目につく。江古田の森の象徴である。外来種なので療養所時代に植えられたと考えられる。

### 保存樹林
台地の東側は斜面にかけて保存樹林になっている。保存樹林は金網のフェンスで囲われて中に入れなくなっている。

### 調節池

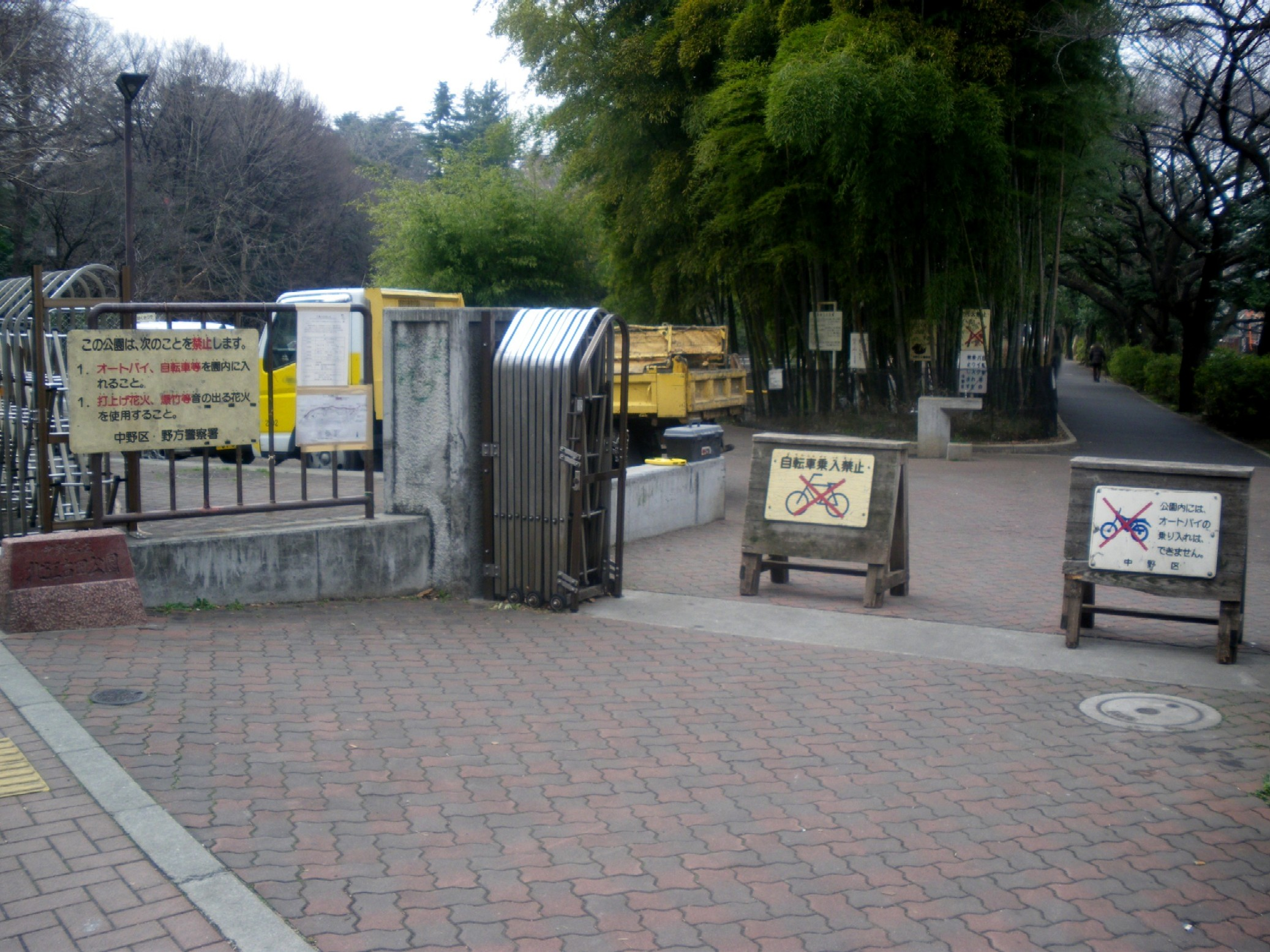
旧北江古田公園の部分

江古田の森公園調節池は江古田川の洪水を緩和するための施設である。公園東側の旧北江古田公園部分に設けられている。多目的広場・小広場・幼児広場が調節池に充てられている。
池といっても普段はカラの窪地で、窪地の底は広場として利用されている。大雨により江古田川が増水すると、川の水が越流堤をこえて公園内に流れ込み、広場に溜まる。これにより川の増水を抑え、下流域の浸水被害を防ぐ。やがて川の水位が低下すると自動的に排水するが、調整池に溜まった水は汚れているので、排水後は調整池部分を閉鎖して清掃と消毒を行う。場合によっては広場の再舗装などを行う必要があり閉鎖期間が長くなることがある。
調整池は1985年度から1986年度にかけて建設され、1987年4月1日に区立北江古田公園として開園すると同時に調整池としての運用を始めた。調整池の面積は約9,200m2、深さは最大約3m、貯溜量は最大17,000m3である。
調節池の脇には中野区教育委員会による北江古田遺跡の案内板がある（#縄文時代の集落参照）。

### 樹林広場
旧北江古田公園のうち道路を挟んで南側の江古田川沿いは樹林広場になっている。
江古田川に沿って樹林広場より更に南側にある樹林は、もともと江古田の森公園の外であったが、江古田の杜プロジェクトが江古田の森公園との連続性を考慮して、公園として整備した。この公園には、既存樹木を保全する緑地、散策路、休憩所などが設けられている。この公園と江古田の森公園との境界は案内図によって異なる。

### ランニングコース
公園を周回するランニングコースがある。一周約1,200mで、100mごとに距離表示がある。道は整備されたアスファルトで、適度なアップダウンがある。
ほかに一周500mのジョギングコースもある。1987年、北江古田公園（当時）を調整池に改造したときにこのコースを設定した。

## アクセス
公園の住所は東京都中野区江古田3丁目14番。
- バス 中野駅北口より
  - 江古田の森行き、江古田の森下車すぐ
  - 江古田駅行き、江古田地域センター下車徒歩3分
- 電車
  - 都営地下鉄大江戸線、新江古田駅下車徒歩10分
  - 西武新宿線、沼袋駅下車徒歩20分

## 利用ルール
- 開園時間は6時から23時（開園時間中も近所迷惑にならない程度に静かに使う）
- 禁煙
- 災害時を除き火気禁止
- 自転車・バイクの乗り入れ禁止
- 犬の連れ込み禁止（ただし旧北江古田公園部分は犬にリード等をつければ利用可）

以上のルールは、地域の各団体から推薦された委員で構成する江古田の森公園運営協議会で決めたものである。他に以下のルールが掲示されている。
- 野球・サッカー・ゴルフなど禁止
- ゴミは各自で持ち帰る
- 他の利用者の迷惑になること禁止
- 広告宣伝・物品販売などの営業行為禁止
- 集会・撮影・催し物などに利用する場合は区役所に連絡

## 歴史
江古田の森公園のある寺山台地は、古くから縄文土器が大量に採取されることで知られており、周知の埋蔵文化財包蔵地「中野区No.27遺跡（江古田遺跡）」として東京都遺跡地図に登載された。2020年現在の遺跡名は「江古田（本田山・寺山・北江古田・寺山北部・寺山南部）遺跡」である。
江古田遺跡の発掘調査は5回行われた。まず1985年から台地東側の低地（旧北江古田公園部分）で調整池建設に伴う発掘調査が実施され、大量の縄文土器や、漆塗り耳飾り、木胎漆器など豊富な遺物が出土し、北江古田遺跡として報告された。その後、寺山台地上で行われた発掘調査は江古田遺跡の名のもとで1から4までナンバーが振られている。江古田の森公園の整備に先立ち国立療養所中野病院跡地で第1次、第2次、第3次の発掘調査が行われ、さらに江古田の森公園の南隣の国家公務員住宅跡地で宅地造成工事に先立ち第4次発掘調査が行われた。
江古田遺跡では旧石器時代の石器が出土している。第4次発掘調査では2万年以上前の土層から黒曜石を中心とする石器の剥片が発掘された。剥片は石器を作る時に石を打ち欠けてできる破片で、旧石器人がこの地で石器を製作していたことが知れる。黒曜石は当地周辺の武蔵野では採石できないため、箱根・伊豆・信州などの遠方で採石されてこの地に運ばれたものとみられる。

### 縄文時代の集落
江古田の森公園の敷地では、縄文時代の遺物や遺構が多数出土している。特に縄文時代中期には、公園の台地上に集落が広がっていた可能性が高く、公園東部の川沿いに生業の場があったとみられる。
公園東部の川沿いにある北江古田遺跡は、縄文早期・前期・中期・後期にわたる低湿地遺跡で、特に縄文中期の貯蔵穴などに使われた土坑から籠やクルミなど貴重な遺物が出土している。また、祭祀に使われた一群の土器も発掘されている。その中には、植物繊維を撚ってタガをかけた赤塗りの珍しい浅鉢もある。このほか、土器の破片でつくられた土錘が多量に出土した。これは投網の先につけられたオモリであり、当地の人々は網を投げて川魚をとっていたとみられる。
1985年からの北江古田遺跡の発掘調査の結果、この遺跡は縄文時代人の生業の場として理解され、台地上の江古田遺跡本体に大規模集落が存在することが見込まれた。1996～1998年に実施された江古田遺跡第1次発掘調査では縄文時代の集落の一部が検出された。第3次発掘調査では、竪穴建物跡2軒、土坑2基、ピット6基が検出され、縄文土器片3,111点、石器321点などが出土した。第4次発掘調査でも台地の南部から縄文時代の竪穴建物跡3棟やピット269基など多数の遺構が検出されている。江古田の森公園の台地上に縄文集落が広がっていた可能性が高い。

### 中世の寺院と居館
中世には当地に寺院や豪族居館があったと考えられ、それらの遺構が発掘されている。
口伝によると、かつて当地に江古寺という寺院があった。中世当時ここは豊島氏の勢力圏に対する江戸領の最前線に位置していたと考えられる。江戸城主太田道灌の軍勢は文明9年（1477年）に当地の南側で豊島氏の軍勢と戦ってこれを打ち破った（江古田原合戦）。豊島氏は合戦の際に江古寺の近くに陣をとり、江古寺は合戦の最中に火をかけられて焼失したと伝わる。「文明18年（1486年）の太田道灌の練馬城の戦火にあった」と語る古老もいたが詳しいことは分からない。明治のころ、村民が寺山の東部の雑木林を開拓したとき、板碑2基をはじめとして、板碑や石造物の破片が大量に出土したことがあった。板碑の一つは応永年代（1394～1428年）のものだった。掘り出した遺物は橋のたもとに捨ててしまったということで郷土史家を残念がらせている。2003～2004年の江古田遺跡第2次発掘調査では、中世の工法で造成・整地された平坦面に、総柱・庇付きの掘立柱建物跡や、空堀ともいえる溝、焼き場とみられる土坑などの遺構が検出された。遺物としては白磁四耳壷をはじめとする陶磁器などが発掘された。発掘直後には中世の土豪の居館跡でないかと思われていたが、発掘調査報告書はこれを14～15世紀の存在していた中世寺院の遺跡ではないかと推測し、江古寺の伝承を参照している。第4次発掘調査でも大きな溝や掘立柱建物跡のピットが多数検出された。ピットの配列状況から掘立柱建物が何度も建て替えられた様子が伺われる。
寺山台地のあたりに小川屋敷という高荘の屋敷があった。口伝によると、鎌倉初期に敗亡した幕府重臣和田義盛の子孫が帰農して小太郎を代々名乗って戦国末期の天正年間に至り、その子孫が小川磯右衛門を襲名するようになったので小川屋敷と呼ばれたという。また一説によると、寺山の西方にある通称小川家敷跡は、和田義盛の子の和田小太郎磯盛の子孫の百姓磯右ヱ門が勧請して祀った○○天の名残りであるという。1996～1998年の江古田遺跡第1次発掘調査では寺山台地西側低地で居館の一部とみられる遺構が検出されている。発掘場所は現在の江古田の森公園のハナミズキの丘の南側の道路のあたりである。ハナミズキの丘そのものは昭和の盛土であるので発掘調査の対象になっていない。
寺山台地は城跡ではないかと郷土史家に尋ねる人もいる。国立療養所中野病院『創立五十周年記念誌』には、当地に「かつて江古田城（本田城、本多山城とも）があった」という記述もあるが、郷土史家によると、そのような史実はなく、幻の江古田城といわれる。

### 寺山の時代
江戸時代には当地は寺山とも御林とも御林野とも呼ばれ、将軍や大名の鷹狩場とされていた。近隣の東福寺が元禄9年11月に代官へ提出した江古田氷川神社の除地（免税地）願書に「むかし御林の内に寺があり、そのためか今は寺山と申し伝えます」という旨が記述されている。その寺は江古寺のことだといわれている。御林というのは、神社の鎮守の林であるとともに、かつて寺があったことから丁寧に御林と呼んだものと考えられる。
明治の初めの江古田の森公園一帯の地名は、江古田村の字（あざ）寺山であった。江古田村は1889年に他の6村と合併して野方村となり、寺山は野方村の江古田字の下の小字になった。明治の頃の寺山は、広い台地に家がなく、中央は平坦な畑で、東部は茶園であった。小高い台地の周辺は雑木林で囲まれていた。静寂な武蔵野の丘陵であり、林には狐や兎や野鳥などの野生動物が生息していた。大正時代、療養所ができる前の寺山にはナラやクヌギなどの雑木林が広がっていた。雑木林は北と東の傾斜面にあって、下の方には茅葺屋根に使う茅が茂っていたので、毎年住民数人がそれを刈りに行った。その頃は道路と畑の間にはクヌギの並木があった。明治神宮の鎮守の杜がつくられたときは寺山の林から松の大木4本が献納（移植）された。
寺山の台地の裾には中新井川（江古田川）の清流が廻り、水田がひらけていた。現在の江古田の森公園調節池のあたりは寺山下という地名で、一面が水田になっていた。寺山下を灌漑する用水路は、寺山の突端の洲崎堰で江古田川から取水し、寺山の東の裾を流れていた（後の昭和の流路付け替え工事で江古田川本流になる）。寺山下を含む江古田の水田地帯は、大雨が降るといつも水田一面に水が溜まった。田圃も畦道も小道も水没して一時的に湖水のようになることもあった。

### 結核療養所の時代
1920年5月29日、当地に東京市療養所が開設された。肺結核の療養所、いわゆるサナトリウムである。東京近郊の中で当地が空気も水も一番良いということでここに決まったといわれる。建設工事は、途中で放火に遭ったり、台風で半分以上が倒壊したり、請負業者が倒産したりするなどの困難があり、完成まで3年かかった。
開設当初の病床数は500であった。東京市療養所は貧困で療養の途のない者を収容する所であったので、もとより無料であった。療養期間は原則3か月で、必要により6か月以内の延長が認められた。
当時日本では結核の死亡率が高く、現在の百倍以上もあった。結核は「国民病」「亡国病」と恐れられた。東京市療養所では、開設した年に529人が入院し246人が退院したが、退院者数の内訳は治癒7、軽快6、事故40、命令1、死亡192であり、死亡が退院の78%を占めていた。

#### 療養所当時の江古田の森
療養所の敷地は、三方に水田がひろがる閑静な地域の高燥な台地にあった。居ながらにして木々の間から富士山が見え、眺望が非常によかった。東京市は療養所を建てると同時に建物の周りに植物を植えた。空気を更に清浄にする狙いがあった。
敷地内の東と北の斜面の森は庭園として利用された。精神的な慰安は療養上重要な意義があるというので、庭園には花を植え、臥堂を備え、園芸・栽培などに気を配った。庭園は見て楽しむだけでなく患者の大気療法にとって重要な施設であった。大気療法とは清浄な外気を呼吸することであり、健康増進に有効であるとされていた。当地はどの季節も概ね安臥大気療法に適していた。中庭に散歩道を設けて、歩行距離を記録する仕掛けを備えたが、患者は規則正しい散歩などしなかった。療養所に勤めた村尾医師は著書で「病人は窮屈な紀律ある療養訓練よりは、裏山の自由な空気を喜ぶのである」と書いている。
村尾医師のいう裏山は次のようだった。療養所の南の方に美しい松林があった。裏手にはクヌギなどの自然林があった。初めヘビが沢山いたが、年々減って遂に姿を消した。おおかた患者に捕まって食べられたようだった。敷地が広くて垣で囲いきれないので、クヌギを伐って杭にして鉄条網を張った。その杭にシイタケが生えたので患者も職員もこれを採った。自然生芋がそこら中に沢山あった。松林でマツタケが採れた。裏山で隠れて煙草を吸ったり、冬に枯れ枝を集めて燃やして暖をとったりする不届き者もいた。結核患者は若者の集団であるから、裏山は男女の密会の場にもなった。裏山での「ランデヴー」に診療所スタッフは神経を尖らした。
療養所内の空き地を利用して野方苗圃が作られた。これは当時需要が増加していた公園樹木や街路樹を栽培するために東京市の公園課が経営したもので、市営の苗圃としては最初期のものであった。野方苗圃はハナミズキの繁殖用原木を扱うことで有名だった。ポトマック河畔の桜の返礼として米国から贈られたハナミズキは野方苗圃でも育てられたといわれる（#ハナミズキの丘参照）。

#### 結核恐怖病
東京市療養所が設置された当時は、結核感染を過度に恐れる結核恐怖病というべき風潮があった。結核菌は空気感染する、飛沫感染が最も危険だ、病人から3尺（1m）以内で菌が飛びつく、結核病は不治の病だ、永く病む、金がかかる、そして死ぬ、などと、人々は目に見えない結核菌を幽霊やオバケのように気味悪く思った。
療養所設置の反対運動は結核恐怖病の発作ともいえる。東京市療養所の建設に先立って1916年に用地買収が始まったとき、江古田の住民は結核菌の感染を恐れて反対運動を起こした。当時の新聞は「百姓一揆」と書き立てた。住民大会では、地所を売った地主に制裁を加えるべきことを決議した。危害を加えるような制裁は禁じられたが、中には村八分の制裁を受けてノイローゼになった地主もいた。反対運動は住民間に感情的なしこりを残し、この件に触れることは長らくタブーになった。東京市は新道建設などを条件にして村民と和解し、療養所建設に着手するが、工事中の1917年8月に療養所の建物が放火された。
療養所が開設されてからも、地元民は結核菌の空気感染を恐れ、療養所の前を通るときに口を押えて鼻をつまんで走り抜けたという。療養所の近所で作った大根は市場に出しても買い手がつかないだろうといわれた。療養所の裏山から患者が外に抜け出して困るという苦情が近所から入った。近隣の小学校の校長は療養所の煙突から煙が出るのが恐ろしいと言った。煙突の煙が危ないのは、火の粉が飛ぶからでなく結核菌が降って来そうに思えたからだった。

地元の自治体である野方町は東京市療養所を隔離病院と見なしていた。野方町が発行した町史には次のような記述がある。
当所は主として東京市民にして肺または咽頭結核にかかり療養の途なき患者を入院せしむるための市立病院にして、したがって自然貧困な者に対する救療の意味あれども、単純な慈善病院と異なり、本来の主旨は病原菌を撒布せぬように患者を一定所に隔離して、市民全体の健康を保護せらるるものなり。
一方で、療養所で余興の催しがあると会場に忍び込む村人もいた。療養所の垣根の隙間から患者に大根などを売る農民もいた。煙突の煙を恐れた校長は療養所の医師を訪ね、結核に関する講演を依頼した。

#### 療養所の拡張
東京市療養所のような施療（無料治療）の結核療養所は床数が不足しており、入院希望者が門前に市を為していた。東京市療養所は一旦退院させた患者が再入院願を出すケースが多いことに困っていた。中には退院とほぼ同時に再入院手続きをとる患者もいた。
東京市療養所では、入院希望者が多いため1923年度から1924年度にかけて鉄筋コンクリート造りの病舎を建設していたが、その間に関東大震災が突発した。市内から焼き出された患者を収容する必要に迫られたため、300人収容のバラック病舎を急造した。1926年に鉄筋コンクリート造りの病舎が完成したので、老朽化したバラックを売却し、跡地を患者の避難所とした。
その後も入院希望者が多く入院待ちの患者が200人を超える状態になったので、1929年に収容定員を70人増やして870人の患者を収容できるようにした。それでも入院待ちの患者が減らないので、1930年から拡張工事を行い、300床の病舎を新築し、1932年から収容を始めた。従来は無料患者のみ収容してきたが、拡張と同時に有料患者収容制度を設けた。有料患者は定数250人で、1人1日1円50銭を徴収した。東京市療養所の患者1人1日当たりの実費が1円50銭前後であった。
1935年に村尾医師が刊行した著書によると、東京市診療所への入院待ちは千人を超えていた。入院手続きを終えて待っている間に死亡する者も相当数に達していた。こうした事態を調整するため入院患者を早期に退院させると病状悪化の恐れが著しく増した。このような事情があったので、ガーデンホーム、憩園、ベタニアの家、浄風園は常に満員であったという。これらは東京市療養所の近隣につくられた民間結核療養施設であり、このうちガーデンホームと憩園は村尾医師自身が関与していた施設、ベタニアの家はフロジャック神父が創設・運営していた施設であった。浄風園は現在の中野江古田病院であり、後に新型コロナウイルス感染で有名になる。このほか1936年に武蔵野寮園が結核病院として発足している。

#### 戦中戦後の療養所
日中戦争の始まる1937年には結核予防法の改正により公立結核療養所への収容対象者が変更され、従来「療養の途なき」結核患者を収容していたのが、「環境上病毒伝播のおそれある」結核患者を収容することになった。
太平洋戦争の戦中戦後には東京市療養所の名称と管轄が変転する。まず開戦翌年の1942年に東京市中野療養所へ改称した。ついで翌1943年、日本医療団に移管され、日本医療団中野療養所に改称した。戦後の1947年1月、日本医療団が解散し、日本医療団中野療養所は国立中野療養所として再発足した。この間、結核療養所は全国的に入院患者が減り、閑散とした状態だった。
戦後、日本の結核死亡率は急低下し、かつての100分の1以下に激減する。1950年に特効薬ストレプトマイシンの国内生産が始まり、同時に公費治療制度が導入され、化学療法が普及した。化学療法は特に若者に即効性があり、若い命を救っていった。結核を治癒できるようになった当初は結核患者が療養所に殺到した。1951年に当地の国立中野療養所を取材した新聞は「療養所入所、二、三年待たされる」という見出しを掲げた。
1960年代には三者併用療法が確立され、結核を根本治癒できるようになった。療養所への入院を要する患者は減少していった。結核に対する関心が薄らぎ、結核療養所の重要度が低下し、建物も老朽化したままになになっていた。国立中野療養所は10階建ての新病棟を建築し、1967年4月に国立療養所中野病院に改称して再出発した。
国立療養所中野病院の南方の敷地には1968年から1970年にかけて厚生省中野宿舎と江古田合同住宅が建てられた。江古田合同住宅は、各省合同の公務員宿舎で、1号棟から11号棟まであり、各棟4～5階建ての鉄筋コンクリート住宅であった。敷地には多くの樹林があり、合同住宅5号棟の横にシナノキが、療養所との間にヒマラヤスギが、プラタナスの間に大王松が、東側の自然林にサイカチなどがあった。子供たちがクワガタムシやカナブン、ハナムグリなどを採っていた。

### 療養所に関わる人々

#### 村尾医師
医師の村尾圭介は初め浜松で勤めていたが、結核研究の目的で1920年夏に上京し、できたての東京市療養所に勤務した。初めのころは大勢の結核患者に接して暗い気持ちになったが、馴れるにしたがって患者の幸福のために働くのが楽しくなった。1923年、関東大震災に遭って療養所の敷地に避難し、自動車小屋の二畳敷の部屋に住みついた。同年から近隣の女子専用結核療養所ガーデンホームの創設を手伝い、翌年から東京市診療所での公務の合間にそこへ診察しに行った。1926年まで東京市診療所で生活した。のちに「診療所と裏山」と題して当時の江古田の森の様子をつづっている。

#### フロジャック神父

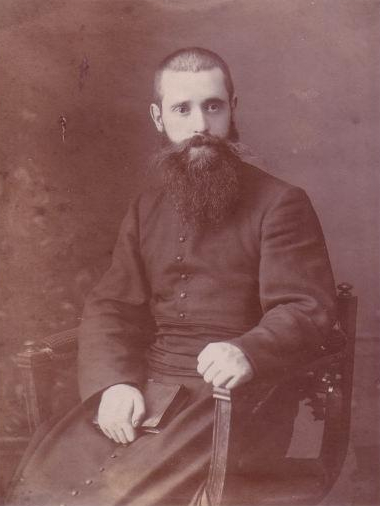
フロジャック神父

東京市療養所は貧困患者を収容する所であった。貧しい結核患者たちは死体となって裏口から運び出された。療養期限までに死ななければ治らなくても退院する決まりになっていた。退院しても就職は難しく、家族に引き取りを拒否されることもあった。絶望して退院前に自死する患者もいた。こうした行き場のない結核患者の救済に乗り出したのがフランス人カトリック神父のヨゼフ・フロジャックである。
フロジャック神父は1927年から毎週金曜日に療養所を訪れて、毎回全患者一人一人と顔を合わせて見舞いの言葉をかけて回っていた。療養所は設備が足りず、治療も不充分で、退院後のケアも殆ど無い。そう感じたフロジャック神父は患者を救済する方法を模索する。行き場のない患者たちを引き取りはじめ、1930年には療養所の西隣にベタニアの家を建設し、患者たちを収容した。ベタニアの家は地元新聞から非難された。資金的にも行き詰まるが、皇室から下賜金5千円を拝領し、どうにか乗り切った。患者家族の幼い子どもを救うため児童施設や乳児院も併設した。1935年には病院として認可をうけた。のち、ベタニアの家は慈生会に改称し、各種の保健福祉施設を展開して行く。フロジャック神父は1959年に亡くなる。73歳。勲四等瑞宝章。昭和天皇より祭祀料を賜る。役目を終えた慈生会病院の結核棟が廃止されたのは1980年のことである。慈生会病院は2010年に廃止されたが、総合東京病院に引き継がれている。慈生会の保健福祉施設は今も江古田の森公園のハナミズキの丘の隣にある。

#### 立原道造

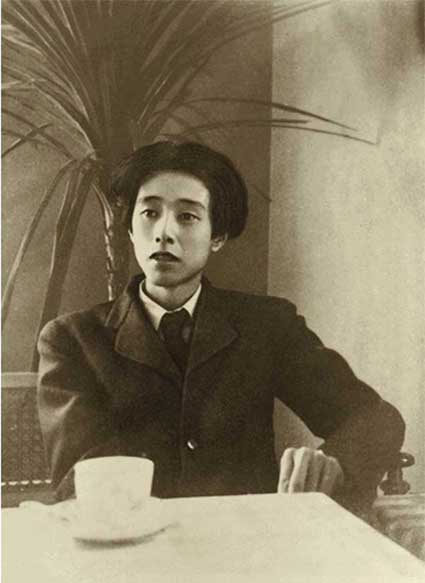
東京市療養所に入る前の立原道造、23歳。

詩人の立原道造は、1938年12月に東京市療養所に入院し、翌年3月に亡くなった。
婚約者の水戸部アサイは立原を最期まで献身的に看護した。室生犀星による立原の伝記では朝路という名で登場する。彼女は立原の職場の事務員で、おとなしいお嬢さんであったが、立原の病床の脇にゴザを敷いて寝泊まりしていた。水戸部アサイは後に「療養所にて」と題して思い出をつづり、寝たきりの立原が窓の外を鏡に映して眺めた様子を描いている。
立原にセンセイと呼ばれて慕われた室生犀星は、立原を見舞いに療養所を訪れたときの話を書いている。室生は津村信夫と連れだって、中野駅から江古田の療養所まで雪を踏んで歩いて行った。病床の立原は「センセイ、僕こんなになちゃいましたよ、ほら、これを見てください」と言って、布団のなかから手を出して見せた。病で痩せ細った手を見た室生と津村は、立原の命が助からないことを理解した。室生が「手が生きている間は（詩を）書けるよ」と言うと、立原は嬉しそうに笑って手をしまった。
立原は、療養所入院中に第1回中原中也賞を受賞した（現在の同名の賞とは別の賞）。健康を回復することを最期まで信じていた。見舞いに来た友人たちに、次また来てくれるときは「五月のそよ風をゼリーにして持つて来て下さい」と願っていた。3月29日、5月のそよ風を待たずに亡くなった。24歳であった。

#### 丸山眞男
東京大学法学部教授の丸山眞男は肺結核のため1951年に療養所に入院し手術を受けた。その後も晩年に至るまで入退院を繰り返した。

### 江古田の森の整備
江古田の森という名称は、旧国立療養所中野病院跡地を指すもので、この地を整備した中野区らが用いていた。しばしばカギ括弧をつけて「江古田の森」と表記された。区域としての「江古田の森」の範囲は様々で、旧国立療養所中野病院跡地だけを指す場合が多いが、その南側の江古田合同住宅と江古田氷川神社も含む場合があり、最広義には当地の広域避難場所をすべて包含する場合があった。最広義の場合は旧国立療養所中野病院跡地、江古田合同住宅、江古田氷川神社、東福寺、旧三波春夫邸跡、慈生会の敷地をカバーしていた。江古田の森公園を含む「江古田の森」は以下の経緯で整備された。

#### 北江古田公園部分の整備
1968年、都市計画「江古田公園」（面積約3.4ha）が決定される。
1971年、野方苗圃が廃止され、その跡地に東京都立北江古田公園が開園する。
1987年4月、北江古田公園が洪水の調整池に改造され、東京都立から中野区立に移管される。公園の周囲に種々の樹木を植えて名札を付け、500mのジョギングコースも設けた。面積は15,598m2であった。

#### 病院跡地の整備
国立療養所中野病院を運営する厚生省は同病院の廃止について1986年から計画していた（ことになっている）が、1992年に廃止計画が具体化すると、その跡地の利用を巡って様々な思惑や行き違いがあって調整が難航する。地元の中野区は病院跡地に医療機能を残したいと考え、総合的な保健・福祉施設を計画する。跡地に設ける病院については、私学共済が下谷病院を移転する意向を示す。厚生省は跡地について、病院などの医療施設に32,000m2、老人ホームなどの保健福祉施設に8,200m2、宿舎や看護学校に20,000m2を充てる案を提示し、国立病院特別会計予算に不動産売却代257億円を計上する。ところが地元の中野区が私学共済病院案に反対し始め、計画をひるがえす。私学共済は地元の理解を得るためパンフレットを作成して配布するが、1993年4月、中野区長が跡地利用に関する要望事項を厚生大臣に提出する。私学共済病院案は白紙に戻る。
1993年9月末、国立療養所中野病院が新宿区の国立国際医療協力センターと統合されて閉鎖される。厚生省は病院跡地に別の病院を移転する計画であったが、その計画が取りやめになっていたことが翌年9月に判明する。
1996年3月8日、中野区・厚生省・自警会の三者が「旧国立療養所中野病院跡地の利用に関する協定」を締結する。三者は基本的に(1)広域避難場所の確保、(2)都市計画公園の整備、(3)道路の整備などを行いつつ、各自の施設を整備することで合意した。5.7haの病院跡地に次の用地を設定した。
- 防災公園（1.5ha）
- 中野区の保健福祉施設（1.0ha）
- 自警会の看護学校（1.3ha）
- 厚生省の宿舎（1.3ha）
- 敷地内道路（0.6ha）

同月、中野区の土地開発公社が保健福祉施設用地について国有地の売買契約を国と締結し、事業計画書を提出する。
1998年2月、中野区・厚生省・自警会の三者が「江古田の森」整備の方向性について申し合わせを行う。これにより、1996年の協定に基づき施設を整備するにあたっては歴史や地域特性を踏まえつつ環境・景観・福祉・防災に配慮し、「江古田の森」として一体的に捉えることになった。翌月、都市計画「江古田公園」（面積3.4ha）が廃止され、新たに都市計画「北江古田公園」（面積6.0ha）が決定される。「北江古田公園」は計画名であって、公園名は「(仮称)北部防災公園」という味気ないものであった。この計画では、中野区内で最大規模の樹林地が残る国立療養所中野病院跡地を、従来の北江古田公園と併せて緑豊かな公園として計画し、また計画地一帯が避難場所にも指定されていることから防災公園として整備してゆくこととされた。
公園と一体的に整備される保健福祉施設については、バブル崩壊後の財政事情悪化により中野区の自力による施設整備が難しくなったため、中野区は2000年に民間活力導入を検討し始め、2002年にPFI方式の導入を決定する。この間、「江古田の森」内の幹線道路が公園や施設に先行して整備され、2001年6月に開通している。幅員12m、歩道幅員2.5m、車道2車線であった。
2003年4月、中野区が病院跡地を公園用地として取得する。翌月、中野区・厚生労働省・自警会の三者は、1998年の申し合わせに基づき、「江古田の森」全体を統一した空間として景観を構成することで合意し、「江古田の森」整備に関する基本方針を確認する。この基本方針に基づき、自然と福祉と防災に配慮して各施設を整備することになる。同月、中野区民参加による「(仮称)北部防災公園整備検討会」を設け、基本計画の検討を行う。
土地利用計画については対象区域を次の施設の用地とした。
- 中野区（PFI手法）の老人保健施設、特別養護老人ホーム、身体障害者療護施設、知的障害者入所更生施設など（面積1.0ha）
- 自警会の看護専門学校とその学生寄宿舎（面積1.3ha）
- 厚生省の職員宿舎（面積1.1ha）

PFI手法による保健福祉施設の整備・運営については、中野区が2003年10月に募集要項を公表し、翌年6月10日に社会福祉法人南東北福祉事業団を事業者に決定、同月30日に同法人との事業権契約を締結した。
2007年4月、江古田の森公園が開園する。従来の北江古田公園の区域を病院跡地に広げ、名称を変更してできた公園である。公園を施工したのは住友林業緑化株式会社と株式会社大澤造園土木との建設共同企業体である。施工主の中野区は、旧国立療養所中野病院跡地の豊富な既存樹林を生かし、区内最大規模の樹林を残したとしている。たしかに一部は保存樹林として残されているが、フェンスで囲われて中に入れなくなっていた。また、大部分の既存樹林は、大きな木だけ残されて小さな木や下草は刈り取られ、地面にチップが敷き詰められていた。雑木林と人との共存よりも安全の確保を優先したとみられる。
公園の開園と同じ日付で、公園の南隣りに東京総合保健福祉センター江古田の森と東京警察病院看護専門学校が開業する。
厚生労働省中野宿舎も公園と合わせて整備される計画であった。実際には1969年からある旧宿舎のほかに1998年までに新宿舎が建築されていた。国際医療センター（旧国立療養所中野病院の後身）の宿舎が2棟新築されたという。ところが、厚生労働省中野宿舎は2007年度中の廃止が決まり、2010年までに閉鎖されてしまう（後述）。
看護学校の東隣りの土地はしばらく空き地だったが、そこに自警会住宅江古田ハイツという名の共同住宅を建てることが2010年11月に掲示された。建築主は警視庁内の財団法人自警会である。もとの計画では自警会が看護学校の学生寄宿舎を建てる予定であった。

#### 江古田の杜プロジェクト
江古田合同住宅と厚生労働省中野宿舎は国家公務員宿舎であり、江古田の森公園と一部一体的な敷地構成となっていた。面積は43,770m2で、中野区内でもまとまった大規模な敷地であった。その敷地の都市再生プロジェクトが2006年7月に決定される。江古田合同住宅と厚生労働省中野宿舎を廃2007年度中に止することが決まり、その跡地は国の方針に基づき、UR都市機構などの活用により、「まち」の機能を高める方向で利活用することが検討された。2008年3月、国家公務員宿舎の敷地を東雲のUR都市機構所有地と交換することで都市再生プロジェクトがスタートする。のちにいう江古田の杜プロジェクトである。中野区の方針は「広域避難場所である江古田の森公園周辺地区の国家公務員宿舎跡地の整備にあたっては、十分な避難路や、周辺に存在する豊富な緑と調和した環境を確保し、良好な集合住宅などの供給をすすめるように誘導します」というものであった。
2年以上かけて居住者が立ち退き、2010年12月に江古田合同住宅と厚生労働省中野宿舎が閉鎖された。跡地には豊かな緑が残されており、UR都市機構は跡地の自然環境の保全に取り組むと説明していた。2013年9月の宅地造成工事説明会では、重要な樹木は保存または移植するが、それ以外の既存樹木は伐採するとも説明した。実際の工事では多くの樹木が切り倒された。ただし、跡地東側の江古田川沿いの樹林は、江古田の森公園との連続性を考慮して、既存樹木を保全する緑地、散策路、休憩所などを設けた公園として整備するとされた。
2013年9月の宅地造成工事説明会資料によると、旧江古田合同宿舎跡地の「江古田三丁目地区」では2014年度までにUR都市機構が宅地造成工事を実施し、2015年度以降民間業者が住宅等の建築工事に着手する予定であった。建築工事を行う民間業者はこの時点では未定とされた。
2015年3月、UR都市機構と積水ハウスが共同で「江古田三丁目地区」の事業計画概要を発表し、分譲マンションや賃貸マンション等を建てることを明らかにした。よりよい「まちづくり」の特長の第一に「緑の活用」として「江古田の森公園とつながる在来樹木を中心とした植栽による鳥や昆虫たちの生態系の配慮」を掲げた。UR都市機構と積水ハウスは総合東京病院とともに「江古田三丁目地区まちづくり協議会」を組織し、江古田の杜プロジェクトを進めた。江古田の杜プロジェクトは「多世代により育まれる持続可能な地域をつくる」をコンセプトにした住宅・医療・保育施設等の複合プロジェクトとされた。2018年9月までに施設群を完成し、同月23日に「まちびらき」を開催した（#江古田の杜参照）。

## 江古田の森公園一帯
江古田の森公園一帯は東京都震災対策条例に基づく広域避難場所No.67の名称である。かつては国立療養所中野病院跡地一帯という名称で、2008年時点で面積16.92ha、避難有効面積は7.89ha、避難計画人口59,400人であった。
2020年現在、江古田の森公園一帯には、江古田の森公園のほか、東京総合保健福祉センター、東京警察病院看護専門学校、江古田の杜、江古田氷川神社、東福寺などが含まれる。かつては慈生会や総合東京病院の敷地も江古田の森公園一帯に含まれていた。

### 東京総合保健福祉センター江古田の森

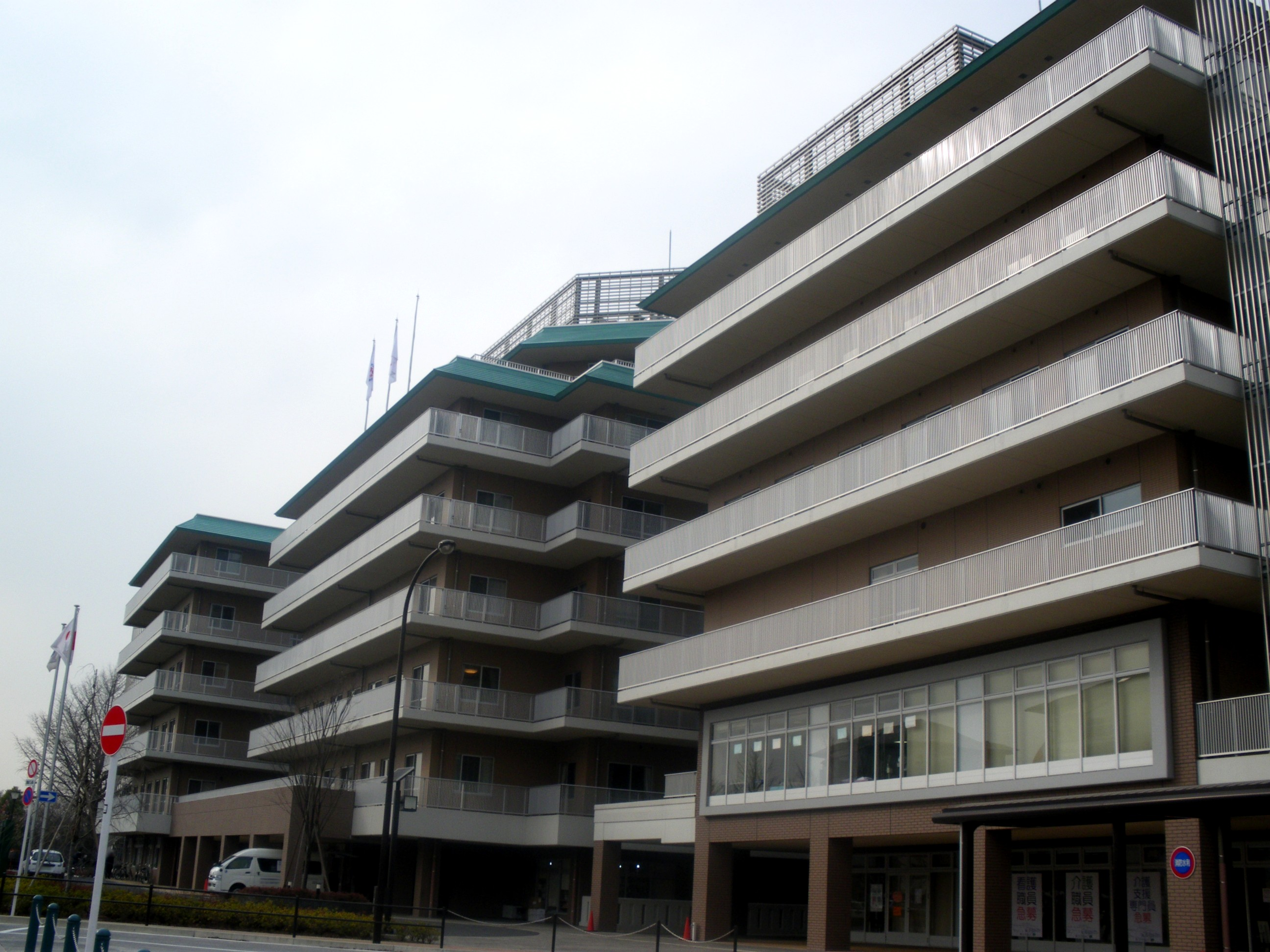
東京総合保健福祉センター江古田の森

三方を江古田の森公園に囲まれた東京総合保健福祉センター江古田の森は、民間事業者が中野区とのPFI事業により区有地を借り受けて建設し、公園の開園と同日付けで開設した福祉施設である。同事業者によると、施設名は江古田の森公園に由来する。江古田の森公園の「その一角に私たちの施設はあります」という位置づけであり、この施設は「公園の中にある環境抜群の施設」なのだという。センター内の施設としては、ケアハウス、特別養護老人ホーム、デイサービスセンター、介護老人保健施設リハビリテーションセンター、通所リハビリテーションセンター、訪問リハビリテーションセンター、障害者支援施設、ヘルパーステーション、訪問看護ステーション、居宅介護支援事業所、保育園がある。

### 東京警察病院看護専門学校
東京警察病院看護専門学校は看護師を養成する専門学校である。1929年の東京警察病院の開院と同時にその付属学校として設立され、2007年4月に「江古田の森」に新築移転した。学校の東隣りには中野江古田ハイツが立地している。これは自警会住宅江古田ハイツの名で自警会が建てた共同住宅である。自警会は主な事務所を桜田門外の警視庁内に置く一般財団法人であり、東京警察病院や看護専門学校の運営のほか、警視庁職員の福利厚生などを行っている。

### 江古田の杜
江古田の杜（えごたのもり）は、江古田の森公園と連携する「まち」である。国家公務員宿舎跡地につくられた。この「まち」は広域避難場所として江古田の森公園一帯に含まれる。2018年9月23日の「まちびらき」までに以下の施設が完成した。
- A街区にはグランドメゾン江古田の杜が立地する。これは戸数531戸の分譲マンションである[99]。その敷地の北側は、江古田の森公園と道を挟んで接している[107]。マンションのエントランスは900m2の広さであり、そこにユリノキの大木が植えられている。この木は樹齢100年を超えると推測されている。当地に療養所が開設されたのは100年前であるから、そのとき植えられた木とすれば樹齢と符合する。エントランスの巨木は療養所開設時に植えられたユリノキを移植したものとみられる。また、マンションの外周は幅13mほどのグリーンベルトになっている[108]。分譲マンションは竣工後2年以上経ってもまだ販売中という状況であった[109]。現在では全戸完売の扱いになっている[110]。
- B街区には総合東京病院のB棟が立地する[99]（#総合東京病院参照）。B街区は2012年時点では江古田の森公園一帯に含まれていたが[102]、2020年現在は除かれている[101]。
- C街区は計画段階で街区全体がプライムメゾン江古田の杜と呼ばれていた。現在ここには賃貸マンションや福祉施設、地域交流拠点などが立地する。具体的には次の施設がある[99]。
  - プライムメゾン江古田の杜ウェスト・イースト：子育て世帯向け賃貸マンション
  - マストワン江古田の杜：学生・医療従事者向け賃貸マンション
  - グランドマスト江古田の杜：高齢者向け賃貸住宅
  - ニチイホーム江古田の杜：介護付き有料老人ホーム
  - リブインラボ：住民や地域の交流拠点
  - にじいろ保育園江古田の杜：プライムメゾン江古田の杜ウェスト内の認可保育所
  - にじいろ江古田の杜学童クラブ：プライムメゾン江古田の杜ウェスト内の学童クラブ
  - ファミリーマート：薬局を併設するコンビニエンスストア

江古田の杜を南北に縦断するメインストリートは、車道幅6m、東側歩道幅3mで、西側は民間事業者が整備した歩道状の空き地である。平時には周辺地域と江古田の森公園とを結ぶ道路として、災害時には避難所（江古田小学校）と防災公園（江古田の森公園）とを結ぶ避難路として機能する。メインストリートの街路樹はハナミズキである。2018年の「まちびらき」の記念植樹もハナミズキであった。ハナミズキの由緒は江古田の森公園のハナミズキと同じ（#ハナミズキの丘参照）。

### 江古田氷川神社

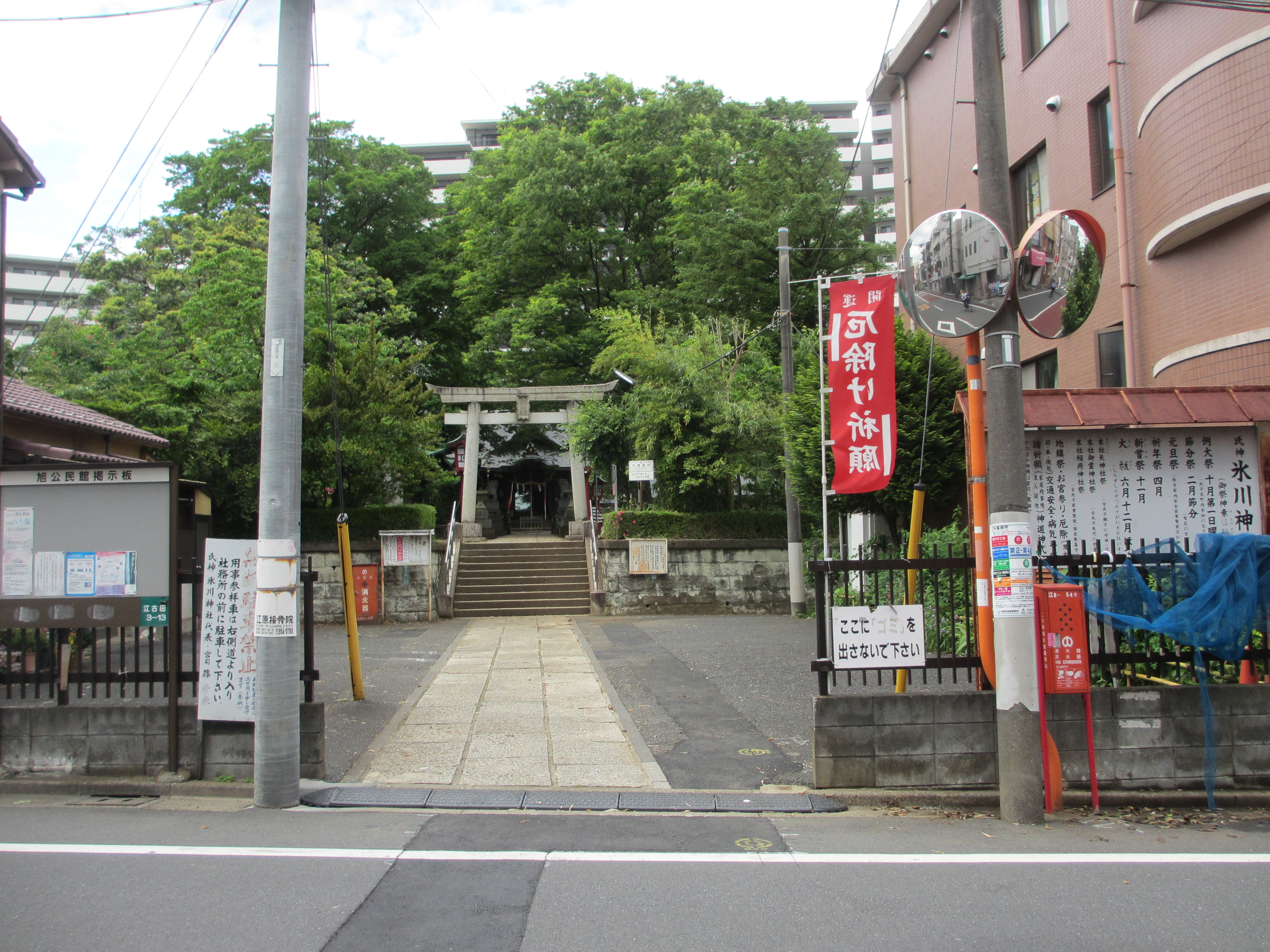
江古田氷川神社

江古田の森公園一帯の南端にある江古田氷川神社は、1460年（寛正元年）創建と伝えられる古社である。江古田の森は元禄の頃には御林と呼ばれ、当社の鎮守の杜であった。
当社の境内は、「江古田の森」整備に関する基本方針の地図上で「歴史に記憶されたオープンスペースと緑」として塗り分けられ、「歴史の中で、地域の生活と密着したオープンスペースとして存在してきた地区で、将来とも保全されていくべきみどりです」と説明されている。境内は緑の樹木に囲まれ、弘化4年（1847年）に建立された旧本殿が神楽殿として残っている。旧社格は村社で、江古田村がなくなっても江古田村社とされていた。江古田の鎮守社として古くから地域住民に愛されてきた。毎年秋の例大祭は今も大いに盛り上がる。深夜まで奉納される江古田獅子舞は700年以上の歴史をもつ。

### 東福寺

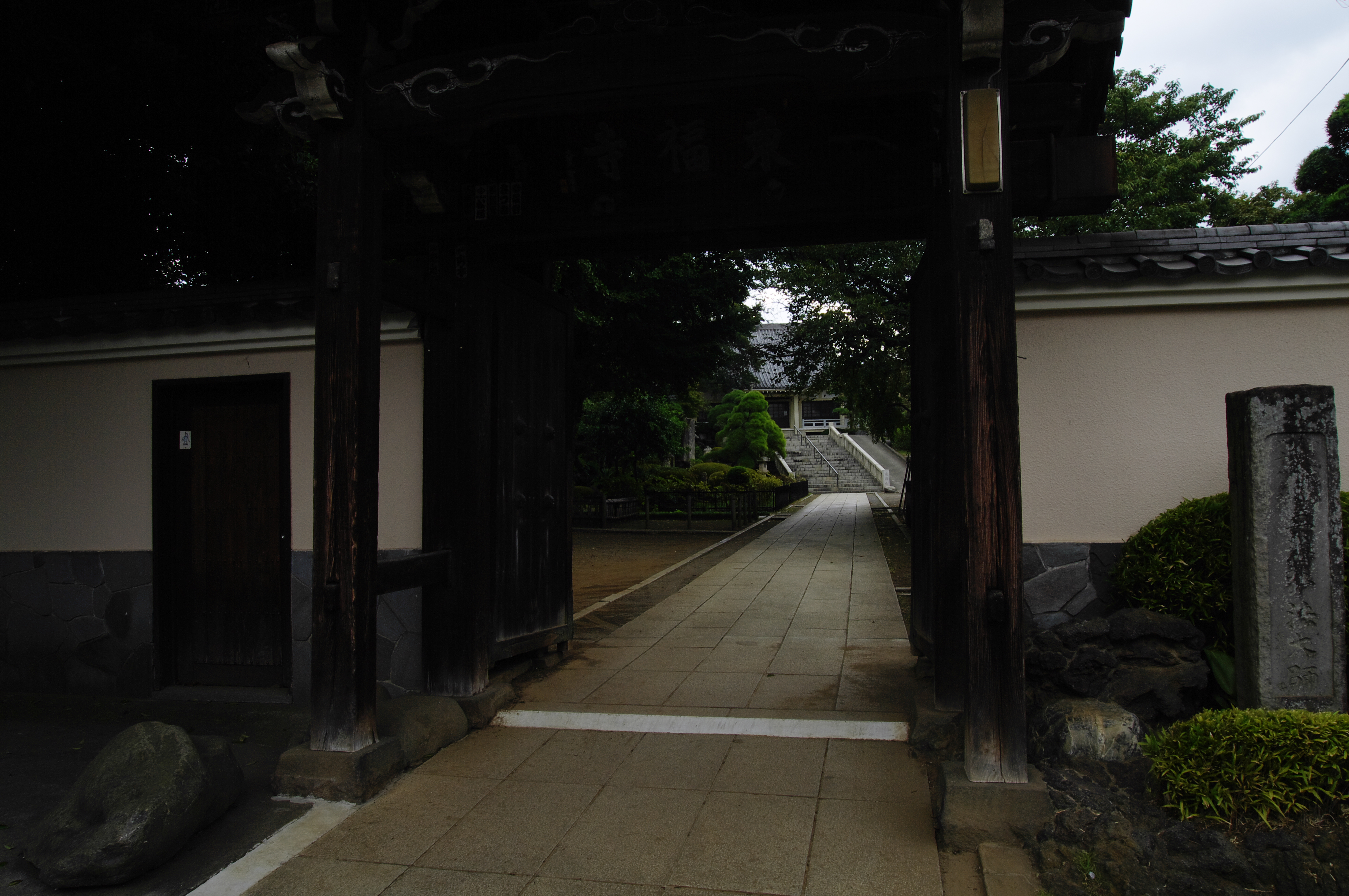
東福寺

### かつて江古田の森公園一帯だった所
江古田の森公園一帯の中には、2012年時点で江古田の森公園一帯に含まれていたが2020年現在では除かれている区域がある。慈生会と総合東京病院の敷地がそれである。

#### 慈生会
江古田の森公園の南西の江古田三丁目15番地には慈生会が所在する。慈生会は、かつて東京市療養所を追い出された結核患者たちを救済するためにフロジャック神父が創始した団体であり、今はこの地で各種保健福祉施設を運営している。社会福祉法人慈生会の本部のほか、特別養護老人ホーム、老人デイサービスセンター、軽費老人ホーム、訪問看護ステーション、ヘルパーステーション、ケアプランセンターなどがある。慈生会の中心施設であった慈生会病院は2010年に廃止され、現在は総合東京病院に継承されている。
慈生会と同じ敷地に、その関連団体のベタニア修道女会の本部が所在している。同会の修道女は慈生会の医療福祉や慈生会関連学校の教育などの使徒職に励んでる。慈生会の敷地と江古田川を挟んで隣りの敷地は、中野区江古田でなく練馬区豊玉中であり、もとより江古田の森公園一帯の外であるが、ここにも慈生会関連施設がある。慈生会の運営する徳田保育園（とくでんほいくえん）、および、慈生会創始者フロジャック神父の尽力により献堂されたカトリック徳田教会である。

#### 総合東京病院

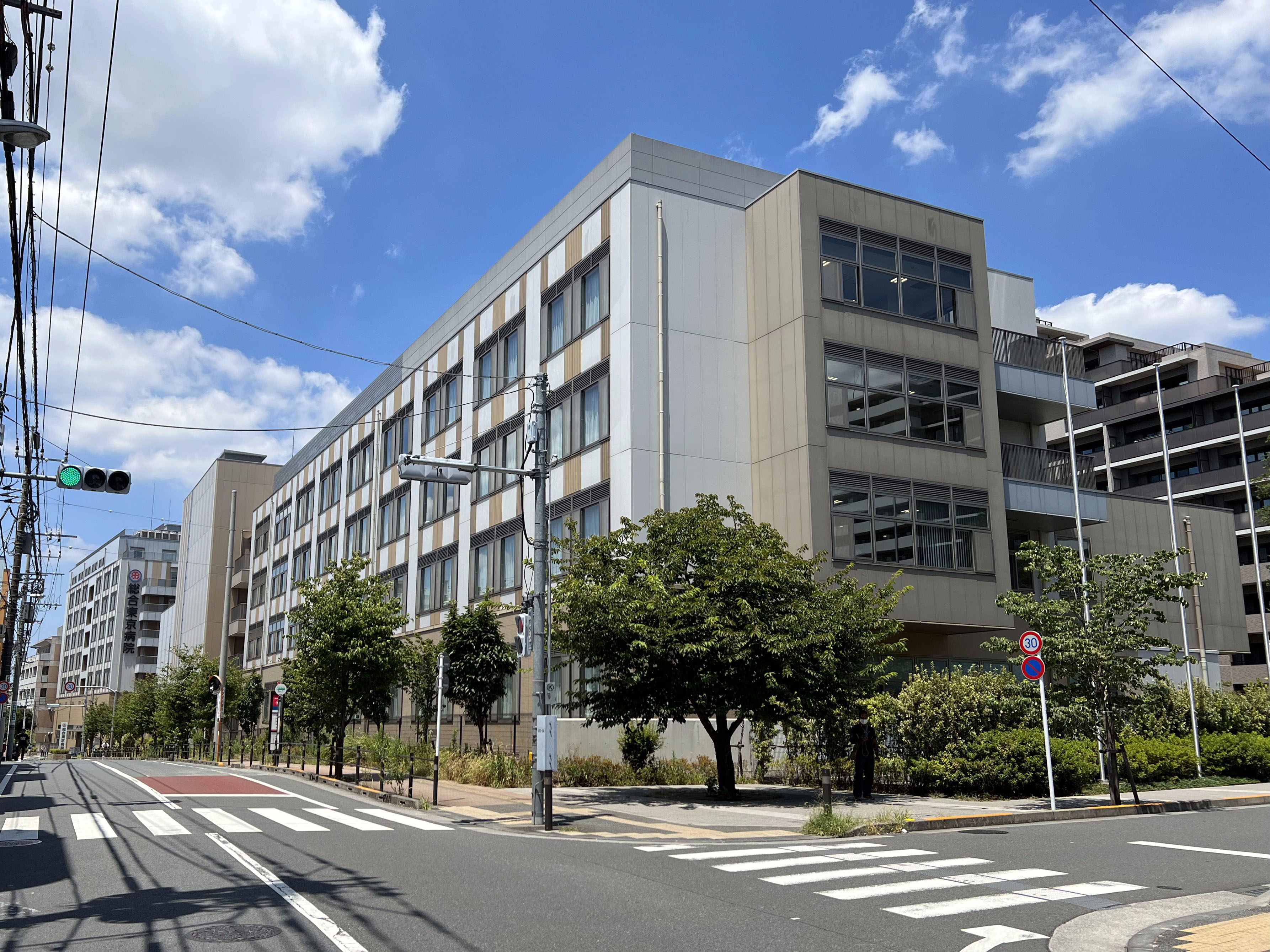
健貢会 総合東京病院

総合東京病院は東京総合保健福祉センター江古田の森と同じグループの法人が経営する病院である。フロジャック神父の創始した慈生会病院を継承するかたちで2010年に開業した。2014年にA棟を増築し、2015年4月に取得した6千m2の隣地にB棟を新築して、2017年4月にリニューアルオープンした。A棟とB棟は公道を挟んで離れているが、空中廊下でつながっている。